# Phare de Trial Islands
Le phare de Trial Islands est un phare situé sur l'une des îles Trial (en) proche de
Victoria dans le District régional de la Capitale (Province de la Colombie-Britannique), au Canada.
Ce phare est géré par la Garde côtière canadienne .
Ce phare patrimonial  est répertorié par la loi sur la protection des phares patrimoniaux (en)  en date du 29 mai 2015.

## Histoire
Les îles Trial sont un groupe d'îles situé au large de la pointe sud-est de l'île de Vancouver au large de Victoria dans le détroit de Juan de Fuca, qui fait partie de la municipalité d' Oak Bay. Les îles forment la réserve écologique des Trial Islands depuis 1990.
Le premier phare a été construit en 1906 et il était équipé d'une lentille de Fresnel de 4e ordre qui a été remplacé par une balise moderne en 1970.Elle est maintenant exposée  au Maritime Museum of BC (en) de Victoria.

## Description
Le phare actuel, datant de 1970, est érigé sur le plus haut point de l'île. C'est une tour cylindrique blanche en béton, avec une galerie et une lanterne  rouge, de 13 m de haut. Il émet, à une hauteur focale de 28 m, un éclat vert toutes les 5 secondes. Sa portée nominale est de  milles nautiques (environ 31 km). Le logement des gardiens se trouvent à quelques mètres de la tour. Sa lumière est automatisée.
Identifiant : ARLHS : CAN-506 - Amirauté : G-5328 - NGA : 13700 - CCG : 0212 .

## Caractéristique duFeu maritime
Fréquence : 5 secondes (G)
- Lumière : 0.1 seconde
- Obscurité :4.9 secondes

### Lien connexe
- Liste des phares de la Colombie-Britannique